# Jozef Kožlej
Jozef Kožlej (* 8. Juli 1973 in Stropkov) ist ein ehemaliger slowakischer Fußballspieler.

## Sportlicher Werdegang

### Vereinskarriere
Er begann seine Karriere in der Jugend von MŠK Tesla Stropkov und wechselte in die U19 des 1. FC Tatran Prešov. Dort schaffte er den Sprung in die 1. Mannschaft. Im Februar 1993 wechselte er zu Sparta Prag, mit denen er die letzte tschechoslowakischer Meisterschaft feierte und in den folgenden beiden Jahren die tschechische Meisterschaft. 
Nach Stationen beim FK Viktoria Žižkov und dem FC VSS Košice spielte er in der Rückrunde der Saison 1998/1999 in der deutschen 2. Bundesliga bei der SpVgg Greuther Fürth.
In den 2000er Jahren spielte er in Zypern und Griechenland, wo er in der Saison 2006/07 mit AE Larisa den griechischen Pokal gewann und das Tor zum 1:0 schoss.

### Nationalmannschaft
Er spielte 26 Mal für die Slowakei und erzielte 3 Tore.

## Errungene Titel
- Tschechoslowakischer Meister: 1992/93
- Tschechischer Meister: 1993/94, 1994/95
- Griechischer Pokalsieger: 2006/07
- Superliga Torschützenkönig: 1996/97
- First Division Torschützenkönig: 2003/04